# Dictamnus
Dictamnus es un género de fanerógamas de la familia Rutaceae, que alberga a 23 especies: la más conocida es Dictamnus albus, que se conoce comúnmente en España como gitam o herba gitanera. Se trata de una planta perenne, típica del sur de Europa, norte de África y de Asia central y meridional.

## Especies seleccionadas
- Dictamnus albus
- Dictamnus altaica
- Dictamnus angustifolius
- Dictamnus calodendrum
- Dictamnus capensis
- Dictamnus hispanicus